# Fontaine de Saint-Hippolyte
La fontaine de Saint-Hippolyte est un monument historique situé à Saint-Hippolyte, dans le département français du Haut-Rhin.

## Localisation
Cette construction est située place de la Mairie à Saint-Hippolyte.

## Historique
L'édifice fait l'objet d'une inscription au titre des monuments historiques depuis 1932.